# Aleyna Tilki

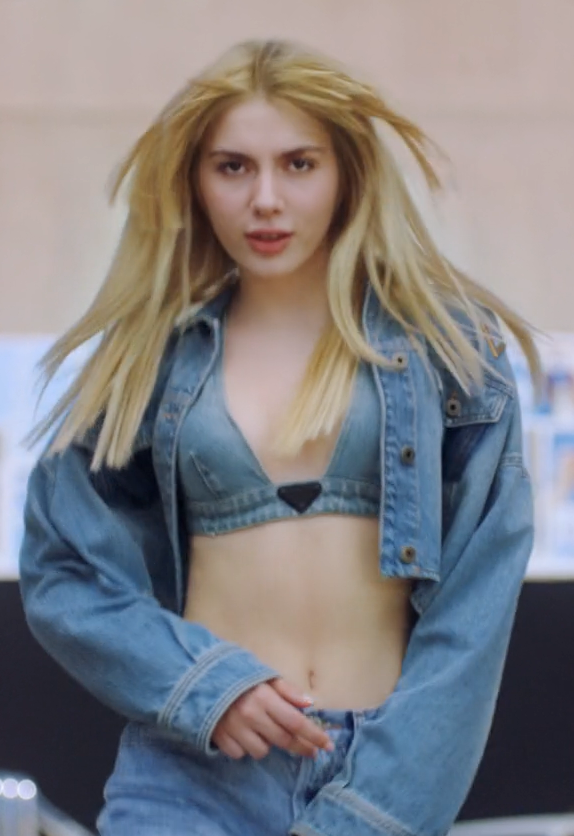
Aleyna Tilki (2021)

Aleyna Tilki (* 28. März 2000 in Konya) ist eine türkische Popsängerin.

## Leben und Karriere
Aleynas Mutter stammte aus Of, ihr Vater aus Konya. Ihren ersten öffentlichen Auftritt hatte Aleyna in der 6. Staffel von Yetenek Sizsiniz Türkiye (2014–2015) und damit wurde sie von diversen Produzenten entdeckt, wobei sie ihren Plattenvertrag bei Doğan Music Company (DMC) unterschrieb. Sie veröffentlichte am 19. August 2016 mit dem Produzenten Emrah Karaduman die Single „Cevapsız Çınlama“, bei der trotz Solo-Gesangs Aleyna als Gast-Beitrag gilt. Das Musikvideo zum Lied wurde das meistgesehene türkische Musikvideo auf dem Videoportal YouTube mit mehr als 500 Millionen Aufrufen, was für mediales Aufsehen in der Türkei sorgte. In den türkischen Charts (Türkiye Resmî Listesi) kletterte sie mit dem Lied in der 44. Woche (2016) auf Platz 2. Im Februar 2017 gab die türkische Sängerin Demet Akalın über Twitter bekannt, dass sie für ihr kommendes Studioalbum ein Lied von Aleyna geschrieben bekommen hat und dieses auch veröffentlichen will. Am 27. Juli 2017 veröffentlichte sie ihre zweite digitale Single, die als ihre Debütsingle zählt, mit dem Titel „Sen Olsan Bari“, die wieder auf Platz 2 kam und im weiteren Verlauf die Höchstposition erreichen konnte, was es zu ihrem ersten Nummer-eins-Hit macht. Das dazugehörige Musikvideo erreichte bisher mehr als 400 Millionen Aufrufe bei YouTube. Im November des Jahres zog sie nach Los Angeles, in die Vereinigten Staaten, um dort zur Schule zu gehen und ihr Englisch zu verbessern. Im März 2018 will sie wieder zurück in die Türkei ziehen. Für die 44. Altın Kelebek Ödülleri-Verleihung flog Aleyna zurück in die Türkei und trat dort auf, wo sie ein Medley gab, beginnend mit Lady Gagas „Applause“, wobei sie per Videoanimation in Darstellung von Zeitungsausschnitten mit diesem Lied Bezug auf ihre bis dato existierenden Kontroverse nahm. Es folgte das türkische und populäre Lied „Allı Turnam“, gefolgt von ihrem Nummer-eins-Hit „Sen Olsan Bari“ als Akustikversion. Hierbei gewann sie auch den Preis für den besten Newcomer des Jahres 2017.

### Seit 2018: Werbeikone undbeste Popkünstlerin des Jahres
Im Februar 2018 wurde bekanntgegeben, dass sie einen zwei-Millionen-TRY-Werbevertrag mit Fuse Tea für die Türkei unterzeichnet und einen Werbespot dazu gedreht habe. Zum 5. Juni des Jahres veröffentlichte sie ihr drittes Lied „Yalnız Çiçek“ mit dem dazugehörigen Musikvideo, das in der Türkei einen Rekord aufstellte für 300.000 Aufrufe innerhalb der ersten Stunde der Veröffentlichung. Das Lied ist eine Cover-Version zum gleichnamigen Titel von Yıldız Tilbe und wurde im Rahmen ihres Tribut-Albums „Yıldız Tilbe'nin Yıldızlı Şarkıları“ als Promo-Single veröffentlicht. Das Lied wurde ihre zweite Nummer-eins-Hit-Single in chronologischer Reihenfolge. Eine weitere Kollaboration mit und als Gast-Beitrag für Emrah Karaduman folgte am 3. September des Jahres mit dem Titel „Dipsiz Kuyum“, die als Promo-Single aus dem Studioalbum „BombarDuman“ von Karaduman ausgekoppelt wurde. Das Lied erreichte ebenfalls die Höchstplatzierung in den türkischen Singlecharts. Einen weiteren Werbevertrag unterzeichnete sie als Werbegesicht der türkischen Bekleidungsmarke „Loft“, zu dem im Oktober des Jahres ein Werbespot veröffentlicht wurde. Einen weiteren Meilenstein setzte sie, als sie im Dezember 2018 den Preis für die beste Popkünstlerin bei der 45. Altın-Kelebek-Ödülleri-Verleihung erhielt.
Mit der Veröffentlichung der digitalen Single „Nasılsın Aşkta?“ im Mai 2019, wurde mit dem dazugehörigen Musikvideo auch der Werbevertrag mit Cornetto, einer populären Eismarke, bekanntgegeben. Das Musikvideo war zudem das weltweit meistgesehene Video für einen Tag auf YouTube.

## Kontroverse
In der Türkei sorgte sie für eine mediale Kontroverse, als drei Politiker des Kabinett Yıldırıms im September 2016 kritisierten, dass sie abends auf Veranstaltungen auftritt, obwohl laut dem türkischen Jugendschutzgesetz Minderjährige abends in Einrichtungen, die Alkohol servieren, nicht arbeiten dürfen. Dies empfand sie als Lappalie, zumal sie die Einverständniserklärung ihrer Eltern hatte. Bei einem Nachtkonzert in Diyarbakır im November 2016 zündeten zwei Männer eine Blendgranate, wobei sechs Personen verletzt wurden.
Im September 2017 geriet sie in landesweit negative Schlagzeilen, nachdem sie ihr Smartphone in einem Flugzeug während des Flugs einschaltete und nutzte, während die Fluggäste, aufgrund des Verbots von elektronisch mobilen Geräten während des Fliegens, in Panik ausbrachen. Aufforderungen zum Ausschalten des Smartphones ignorierte sie anscheinend mit der vom türkischen übersetzten Frage: „Was soll schon passieren?“. Erst der zweite Pilot brachte sie zum Ausschalten des Smartphones. Die Nachricht sorgte für Empörung und viele bezeichneten sie als rücksichtslos. Jedoch berichten viele türkische Medien nicht objektiv über die Sängerin; so wird sie beispielsweise mit Schlagzeilen wie: „Jemand soll diesem frechen Kind die Grenzen zeigen!“ (Biri bu şımarık çocuğa "dur" desin!"), oder: „Haltet eure Kinder von diesem Kind fern!“ (Çocuklarınızı bu çocuktan uzak tutun!) vom Fernsehsender Beyaz TV, der seine Nachrichten als seriös bewirbt, mit stark emotionaler Reaktion der Moderatoren regelrecht verurteilt.
Mit der Veröffentlichung ihres Musikvideos zu „Yalnız Çiçek“ folgte eine weitere öffentliche Diskussion; denn das Musikvideo wurde während des Ramadans veröffentlicht, der in der Türkei verbreitet praktiziert wird. Problematisch schien für einige, dass sie im Musikvideo unter anderem zur Tageszeit in einer Badewanne gefüllt mit Milch und Frühstücksflocken liegt und teilweise isst oder die Süßigkeiten an die Lippen führt. Über soziale Netzwerke machte sie abends anschließend Anspielungen auf das eigene Fastenbrechen.

## Diskografie

### Singles
| Jahr                                                                            | Titel                                             | Anmerkungen                                                                                              |
| ------------------------------------------------------------------------------- | ------------------------------------------------- | --- |
| 2016                                                                            | Cevapsız Çınlama Gast-Beitrag für Emrah Karaduman | Erstveröffentlichung: 19. August 2016 Format: digitale Single Musikvideo: Mehr als 500 Millionen Aufrufe |
| 2017                                                                            | Sen Olsan Bari                                    | Erstveröffentlichung: 27. Juli 2017 Format: digitale Single Musikvideo: Mehr als 450 Millionen Aufrufe   |
| 2018                                                                            | Yalnız Çiçek mit Emrah Karaduman                  | Erstveröffentlichung: 21. Mai 2018 Format: digitale Single Musikvideo: Mehr als 250 Millionen Aufrufe    |
| 2018                                                                            | Dipsiz Kuyum Gast-Beitrag für Emrah Karaduman     | Erstveröffentlichung: 17. September 2018 Format: Promo-Single Musikvideo: Mehr als 200 Millionen Aufrufe |
| 2019                                                                            | Nasılsın Aşkta?                                   | Erstveröffentlichung: 4. Mai 2019 Format: digitale Single Musikvideo: Mehr als 100 Millionen Aufrufe     |
| 2020                                                                            | Yalan                                             | Erstveröffentlichung: 27. Februar 2020 Format: digitale Single                                           |
| Die Aufrufzahlen der Musikvideos beziehen sich nur auf das Videoportal YouTube. |                                                   | |

### Weitere Lieder
| - 2018: Sevmek Yok (mit Emrah Karaduman) - 2020: Bu Benim Masalım - 2021: Nehir - 2021: Trol (mit Ayça Tilki) - 2021: Kabus - 2021: Retrograde - 2021: Sır - 2021: Real Love (mit Dillon Francis) - 2022: Sen Affetsen Ben Affetmem (mit Taksim Trio) - 2022: Take It or Leave It - 2022: Aşk Ateşi - 2022: Diamonds (mit Jubël) - 2022: Tanırım İntiharı - 2023: Başıma Belasın | - 2023: Yaz Yaz Yaz – Coke Studio (mit Mor ve Ötesi) - 2023: Ayrı Gitme - 2023: Bir Gün Ol Yerimde (mit Doğu Swag) - 2024: Kalamış Parkı - 2024: Bedel - 2024: Sultanım - 2024: Hoşuna Gidiyo (mit Zeki Arkun) - 2024: Sana Güvenmiyorum (mit Dedublüman) - 2024: Bekleyenim - 2025: Küçük Sevgilim (mit Edis) - 2025: Fikrimin İnce Gülü (mit Edis) - 2025: Kayboldum Masalında (mit Mabel Matiz) - 2025: Uzay (mit Moro La Flor) |

### Gastauftritte in Musikvideos
- 2019: Yeniden (von Bege)

## Auszeichnungen
| Jahr | Organisation               | Kategorie                                         | Ergebnis  | Quelle        |
| ---- | -------------------------- | ------------------------------------------------- | --------- | ------------- |
| 2016 | Radyo Aydın Müzik Ödülleri | Yılın Düeti („Cevapsız Çınlama“) Duett des Jahres | Erhalten  | [ 25 ]        |
| 2017 | 44. Altın Kelebek Ödülleri | En İyi Çıkış Yapan Bester Newcomer                | Erhalten  | [ 26 ] [ 27 ] |
| 2017 | 44. Altın Kelebek Ödülleri | En İyi Klip („Sen Olsan Bari“) Bestes Musikvideo  | Nominiert | [ 26 ] [ 27 ] |
| 2017 | 44. Altın Kelebek Ödülleri | Yılın Şarkısı („Sen Olsan Bari“) Lied des Jahres  | Nominiert | [ 26 ] [ 27 ] |
| 2018 | 45. Altın Kelebek Ödülleri | En İyi Pop Kadın Beste Popkünstlerin              | Erhalten  | [ 17 ]        |